# Molí Paperer (Constantí)
El Molí Paperer és una obra de Constantí (Tarragonès) protegida com a Bé Cultural d'Interès Local.

## Descripció
A poca distància del molí de Constantí trobem el molí paperer, que és el tercer dels molins situats a la zona de Centcelles. La seva funció, a diferència dels altres dos, és que restà dedicat a la fabricació de paper. La llàstima és que l'edifici està en un estat ruïnós.

## Història
Es tenen notícies d'un molí que es dedicava a la indústria paperera a l'any 1412, concretament de l'existència d'un molí que desfilava i molia draps. Al llarg dels segles la seva activitat quedà vinculada a aquesta activitat, fins i tot cap a finals del segle xvii es va fer portar un mestres paperer de Capellades, la qual era la vila més important en tot Catalunya en terme de fabricació de paper. El molí passa a propietat de la cartoixa d'Escala Dei, igual que el molí de Reus. Les desamortitzacions de Mendizábal dels anys 1836-37 varen tornar a mans privades el molí. Es sap que almenys fins a l'any 1888 el tipus d'indústria paperera va existir al molí.